# Црква Светог пророка Илије у Доњој Трепчи
Црква Светог пророка Илије у Доњој Трепчи, насељеном месту на територији града Чачка, освештана је 1983. године. Црква припада Епархији жичкој Српске православне цркве.